# Фер Оукс Ранч (Тексас)
Фер Оукс Ранч (енгл. Fair Oaks Ranch) град је у америчкој савезној држави Тексас. По попису становништва из 2010. у њему је живело 5.986 становника.

## Демографија
Према попису становништва из 2010. у граду је живело 5.986 становника, што је 1.291 (27,5%) становника више него 2000. године.
| Група             | 2000.         | 2010.         |
| Белци             | 4.217 (89,8%) | 5.077 (84,8%) |
| Афроамериканци    | 18 (0,4%)     | 43 (0,7%)     |
| Азијати           | 29 (0,6%)     | 70 (1,2%)     |
| Хиспаноамериканци | 371 (7,9%)    | 696 (11,6%)   |
| Укупно            | 4.695         | 5.986         |